# Communauté de destin pour l'humanité
Le terme « communauté de destin pour l’humanité » (chinois : 人类命运共同体) apparaît en 2012 dans le discours officiel, politique et diplomatique de la république populaire de Chine, dans le rapport présenté par Hu Jintao devant les délégués du XVIIIe congrès national du PCC, avant d’être inscrit en 2018 dans la préface de la Constitution de la république populaire de Chine.
C’est une notion qui permet d’appréhender le courant de l’histoire et les tendances dans l’évolution de toute l’humanité. La Chine cherche ainsi à montrer qu’elle ne recherche pas l’hégémonie pour elle seule, mais a l’objectif de « construire une communauté de destin pour l’humanité ».
Lors du dialogue au plus haut niveau entre le PCC et ses homologues étrangers tenu en décembre 2017, Xi Jinping a abordé le thème en ces termes : « La communauté de destin pour l’humanité, comme son nom l’indique, signifie que l’avenir de chaque nation et de chaque pays est étroitement lié à celui des autres nations et pays. Nous devons partager heurs et malheurs et vivre dans l’harmonie dans ce grand foyer commun qu’est notre planète, afin de réaliser les aspirations des peuples du monde à une vie meilleure. »

## Historique
L'expression « communauté de destin » apparaît d’abord en allemand (Schicksalsgemeinschaft) en 1907 sous la plume du social-démocrate autrichien Otto Bauer qui définit la nation comme « une communauté de caractère fondée sur une communauté de culture, issue d'une communauté de destin », notion récupérée en 1936 par le théologien catholique conservateur, également autrichien, Alois Carl Hudal qui lui donne le sens de « courant de l'histoire et tendances de l'évolution d'une nation ». Mais, comme le note Hannah Arendt, elle est aussi utilisée en 1913 par Staline dans son article « Le Marxisme et la Question nationale », où le futur chef d'État soviétique définit la « nationalité » (национальность, natsional’nost’ en russe) comme « une communauté humaine, stable, historiquement constituée, née sur la base d'une communauté de langue, de territoire, de vie économique, de culture et de formation psychique qui se traduit par une communauté de destin ».
En 2011, Wen Jiabao, premier ministre de la république populaire de Chine en visite officielle au Japon après le séisme de 2011 de la côte Pacifique du Tōhoku qui fut l'une des causes du désastre de Fukushima déclare : « Tous les hommes appartiennent à une même communauté de destin devant les calamités naturelles ». Enfin, l'expression plus longue « communauté de destin pour l'humanité » apparaît en 2012 dans le rapport officiel du XVIIIe congrès du Parti communiste chinois. Par la suite, l'idée est énoncée en chinois avec des termes variant entre « communauté de destin marquée par une forte interdépendance », « sentiment d’appartenir à une communauté de destin » ou encore « communauté d’intérêt et de destin marquée par le partage d’intérêts et l’interdépendance sur le plan de la sécurité ». Elle finit par être fixée par Xi Jinping le 28 septembre 2015 lors des 70 ans des Nations Unies dans un discours intitulé « Main dans la main pour forger le nouveau partenariat gagnant-gagnant et construire une communauté de destin pour l'humanité ».
Le 10 février 2017, dans une résolution sur les questions sociales relatives au nouveau partenariat pour le développement de l'Afrique adoptée à l'issue de sa 55e conférence, la Commission du développement social des Nations unies a souhaité « construire une communauté de destin pour l’humanité ». En octobre 2017, le terme a été inscrit dans les Statuts du Parti communiste chinois avant d'être introduit, en mars 2018, à la préface de la Constitution chinoise.

## Compréhension
Dans ses discours officiels, l’ancien premier ministre chinois Wen Jiabao a maintes fois employé des formules comme « village planétaire » ou « grande famille ». Le terme « grande famille » a été repris dans le thème de la 15e réunion informelle des dirigeants de l’APEC tenue en 2007 : Renforcer la construction de la grande famille et créer un avenir durable commun. L’idée de « communauté de destin pour l’humanité », une fois énoncée a reçu des interprétations multiples et a été perçue dans la lignée de plusieurs stratégies dont le « rêve chinois ».
Le Parti communiste chinois propose la construction d’une communauté de destin pour l’humanité comme une solution de gouvernance mondiale pour réagir aux conséquences de la mondialisation. Une solution qui devrait résoudre les problèmes qu’aucun pays à lui seul n’est capable de résoudre et qui privilégie la coopération gagnant-gagnant. Enracinée dans la culture chinoise, la stratégie de la communauté de destin pour l’humanité fait écho aux deux grands thèmes de notre époque que sont la paix et le développement. Construire une communauté de destin pour l’humanité s’entend également par l’établissement d’une communauté de développement et l’installation d’un ordre international durable et stable.
La solution s’applique sur 5 plans : politique, sécurité, économie, culture et écologie, en promettant un monde « beau, propre, ouvert et inclusif et marqué par la paix durable, la sécurité universelle et la prospérité commune ». Cette nouvelle approche pour gérer les relations internationales est appliquée dans le cadre des programmes tels la Ceinture et la Route, l’Institut Confucius et la Banque asiatique d’investissement pour les infrastructures.

## Stratégies dans la même lignée

### Le rêve chinois et le grand renouveau de la nation chinoise
« La stratégie du rêve chinois correspond dans l’ensemble à l’idée de la communauté de destin pour l’humanité » ; « Le rêve chinois doit aboutir à l’établissement d’une communauté de destin pour l’humanité, il doit également se réaliser à travers l’accomplissement de cette communauté de destin » ; «faire progresser le processus de construction d’une communauté de destin pour l’humanité pour atteindre au grand renouveau de la nation chinoise »… Autant de dissertations qui confirment les liens entre le « rêve chinois », le « grand renouveau de la nation chinoise » et la « communauté de destin pour l’humanité ».

### Politique diplomatique
Donnant un nouveau cap à la diplomatie chinoise, la stratégie de la communauté de destin pour l’humanité est censée proposer au monde une solution chinoise. Dans la continuation des politiques de la diplomatie chinoise de différentes époques depuis la fondation de la république populaire de Chine, l’idée de la communauté de destin pour l’humanité marque aussi un rejet de la solution d’organiser l’ordre international selon la définition conventionnelle du pouvoir de l’Occident.
C’est à la lumière de cette stratégie que la Chine se définit à l’international en tant que force en faveur de la paix, du développement et du maintien de l’ordre. Elle se veut également une « ancre de la stabilité » et une « source de la croissance » à un moment où l’Occident sombre dans le chaos. Elle s’efforce de manière plus active de promouvoir ses solutions dans les domaines économique et climatique, et de faire avancer la réforme de la gouvernance mondiale. On parle désormais de la « diplomatie Xi Jinping ». Le Parti communiste chinois « est un parti politique qui se bat pour la cause du progrès de l’humanité », s’est ainsi exprimé Xi Jinping dans son rapport présenté au XIXe congrès du PCC.

### Relation internationale de nouveau type
La diplomatie chinoise doit « contribuer à l’élaboration des relations internationales de nouveau type et à la construction d’une communauté de destin pour l’humanité », peut-on lire dans le rapport présenté par Xi Jinping au XIXe congrès national du PCC. Avec les efforts de la Chine, « l’élaboration des relations internationales de nouveau type » et « la construction d’une communauté de destin pour l’humanité » ont été introduits dans la résolution du Conseil des Nations unies pour les droits de l’Homme. Ces idées sont en effet des parties composantes importantes de la pensée de Xi Jinping.

### Sécurité
Le 21 mai 2014, sur le podium du 4e sommet de la Conférence pour l’interaction et les mesures de confiance en Asie, Xi Jinping a exposé ses idées sur le « nouveau concept de sécurité pour l’Asie » et sur un « monde dominé par la sécurité universelle ». En 2017, lors de la Conférence mondiale sur Internet de Wuzhen, il a suggéré de construire une « communauté de destin dans le cyberespace ». Il a plaidé pour « l’équité et la justice » dans la gouvernance du cyberespace, un objectif qui doit se réaliser selon lui par le respect de la souveraineté dans le cyberespace et par une meilleure coopération dans le domaine de la sécurité. Ces propos ont été entendus comme un défi lancé à l’Occident. Xi a également proposé l’établissement d’une « communauté de sécurité », qui permette de réagir ensemble aux menaces conventionnelles et non conventionnelles. Il a encore exprimé son opposition à la politique du plus fort, à l’hégémonisme, à l’unilatéralisme, au recours à la force excessif et à la sécurité « absolue », appelant à rejeter l’affrontement de somme nulle et à la mentalité de guerre froide.
La locution « construire une communauté de destin pour l’humanité » a été inscrite dans les deux résolutions sur la prévention de la course d’armement dans l’espace extra-atmosphérique adoptées le 30 octobre 2017 par le premier comité de l’Assemblée générale des Nations unies.

### La Ceinture et la Route
L’initiative la Ceinture et la Route s’inscrit dans le cadre des actions concrètes pour construire une communauté de destin pour l’humanité. La résolution 2344 sur l’Afghanistan adoptée le 17 mars 2017 par le Conseil de Sécurité des Nations unies comprend aussi des contenus sur la construction d’une communauté de destin pour l’humanité et le renforcement de la coopération économique régionale avec l’initiative de la Ceinture et la Route. Selon les médias officiels chinois, l’initiative a pour objectif final la réalisation de la communauté de destin pour l’humanité. Pour l’ancien premier ministre australien Kevin Rudd, l’initiative la Ceinture et la Route doit contribuer à la réalisation de cette communauté de destin.

### Partis politiques
Le PCC considère que les partis politiques sont une force majeure en faveur de la construction d’une communauté de destin pour l’humanité et qu’ils doivent jouer un rôle plus important dans ce cadre. Xi Jinping a insisté : « Le Parti communiste chinois n’importe pas de modèle étranger, ni exporte le modèle chinois, il ne demande pas aux autres pays de copier l’expérience chinoise. » En accentuant sur le rôle des partis politiques dans la construction de la communauté de destin pour l’humanité, le PCC veut remédier au développement excessif du néolibéralisme et de l’individualisme depuis le XXe siècle.

### Droits de l’homme
La protection des droits de l’homme fait partie de la construction de la communauté de destin pour l’humanité. Wang Yi, ministre chinois des Affaires étrangères : La Chine a déjà obtenu des résultats plutôt satisfaisants en termes de protection des droits de l’homme de ses citoyens et a contribué au progrès de la cause des droits de l’homme sur le plan international. Le rêve chinois en droits de l’homme consiste à faire de la Chine un pays prospère, à assurer le bonheur du peuple chinois et à promouvoir un meilleur développement du monde.
Mars 2018, le Conseil des Nations unies pour les Droits de l’Homme a adopté la Résolution sur la promotion d’une coopération mutuellement avantageuse dans le domaine des droits de l’homme, proposée par la Chine. On pouvait retrouver l’idée de construire une communauté de destin pour l’humanité dans ce document adopté par 28 voix pour, 17 abstentions et une seule voix contre, celle des États-Unis. À l’occasion de la première édition du Forum Sud-Sud sur les Droits de l’homme, la Chine a soutenu que le droit à la sécurité était le plus important des droits de l’homme, critiquant certains pays d’abuser de la question des droits de l’homme pour « embêter les autres ».
Toutefois, la Chine est depuis quelques années très critiquée par les pays occidentaux sur ses agissements concernant les droits de l'homme. Selon ces derniers, les propos du Parti communiste relèvent de la propagande.

### Écologie
Construire une communauté de destin pour l’humanité revient à privilégier la recherche des intérêts communs de toute l’humanité, la sauvegarde de l’écosystème intact et l’équité intergénérationnelle. C’est une philosophie qui s’oppose à la recherche des intérêts économiques des individus ou des groupes au détriment des intérêts communs de l’ensemble des humains, conséquence de l’industrialisation. Xi Jinping n’a pas oublié d’aborder la protection de l’écosystème lors de la Réunion de haut niveau sur la construction d’une communauté de destin pour l’humanité tenue à Genève, lors du Sommet climatique de Paris et du Forum sur la Coopération internationale dans le cadre de l’Initiative de la Ceinture et de la Route.

## Campagne de communication
Depuis 2017, les diplomates de la république populaire de Chine mènent des opérations d’information partout dans le monde pour promouvoir l’idée. Pour les ambassadeurs de Chine et les médias chinois, la communauté de destin pour l’humanité sert d’argument pour répondre à la « menace de la Chine ».
La Chine a initié la « communauté de destin Chine-Afrique », la « communauté de destin des pays Mékong », la « communauté de destin Chine-ASEAN », la « communauté de destin Chine-Amérique latine », la « communauté de destin des pays d’Asie », ainsi que la « communauté de destin dans le cyberespace ». Les personnalités politiques, les gouvernements de beaucoup de pays et des organisations internationales se sont prononcés en faveur de la construction d’une communauté de destin pour l’humanité.